# Trident (Rome)
Pour les articles homonymes, voir Trident (homonymie).

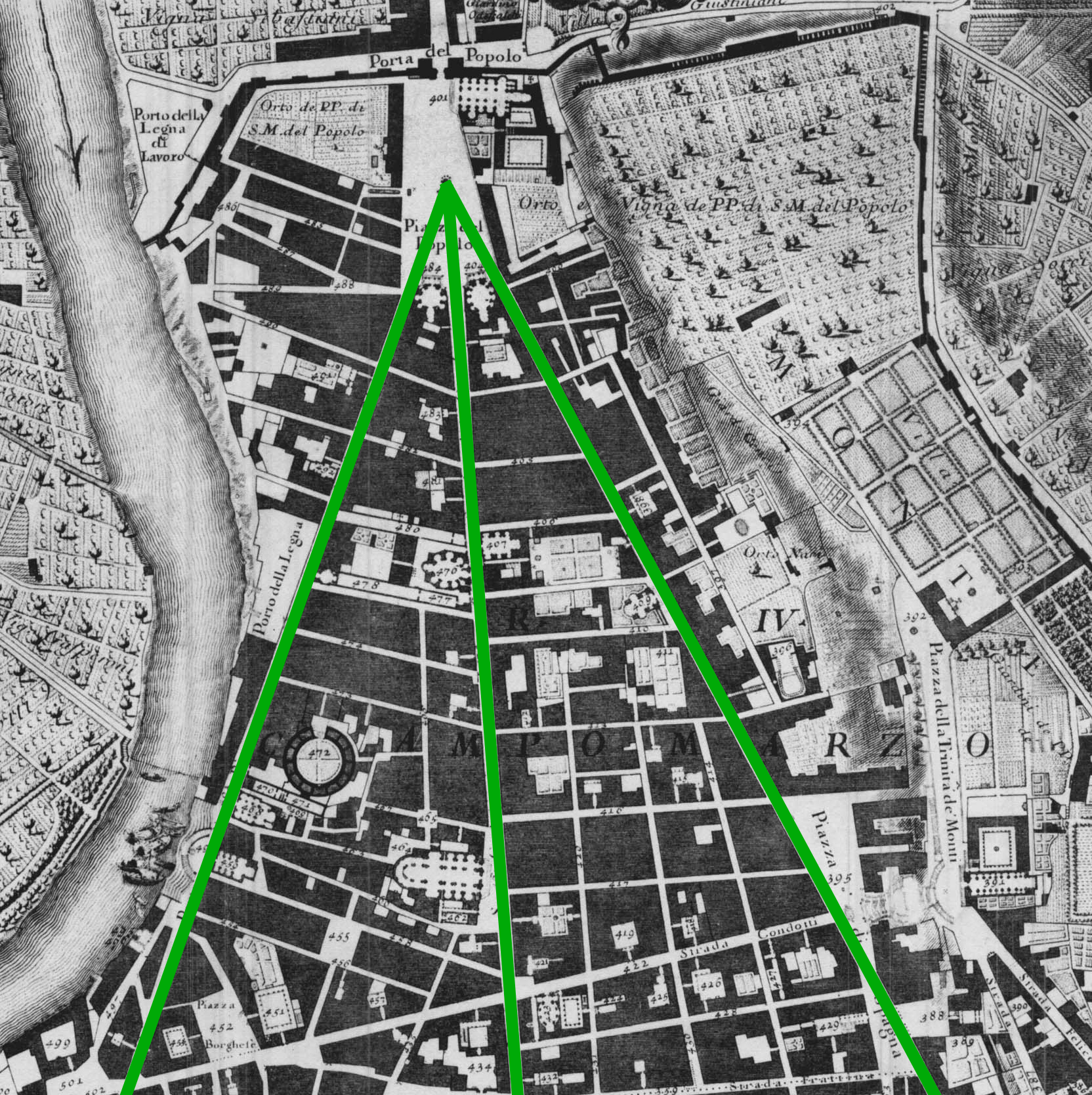
Le Trident à l'intérieur du Campo Marzio.

Le Trident est, à Rome, en Italie, la zone urbaine du Campo Marzio innervée par trois rues droites qui divergent vers le sud avec, au sommet, la Piazza del Popolo, prenant ainsi la forme d'un trident. C'est l'une des plus grandes réalisations urbaines du XVIe siècle.

## Histoire

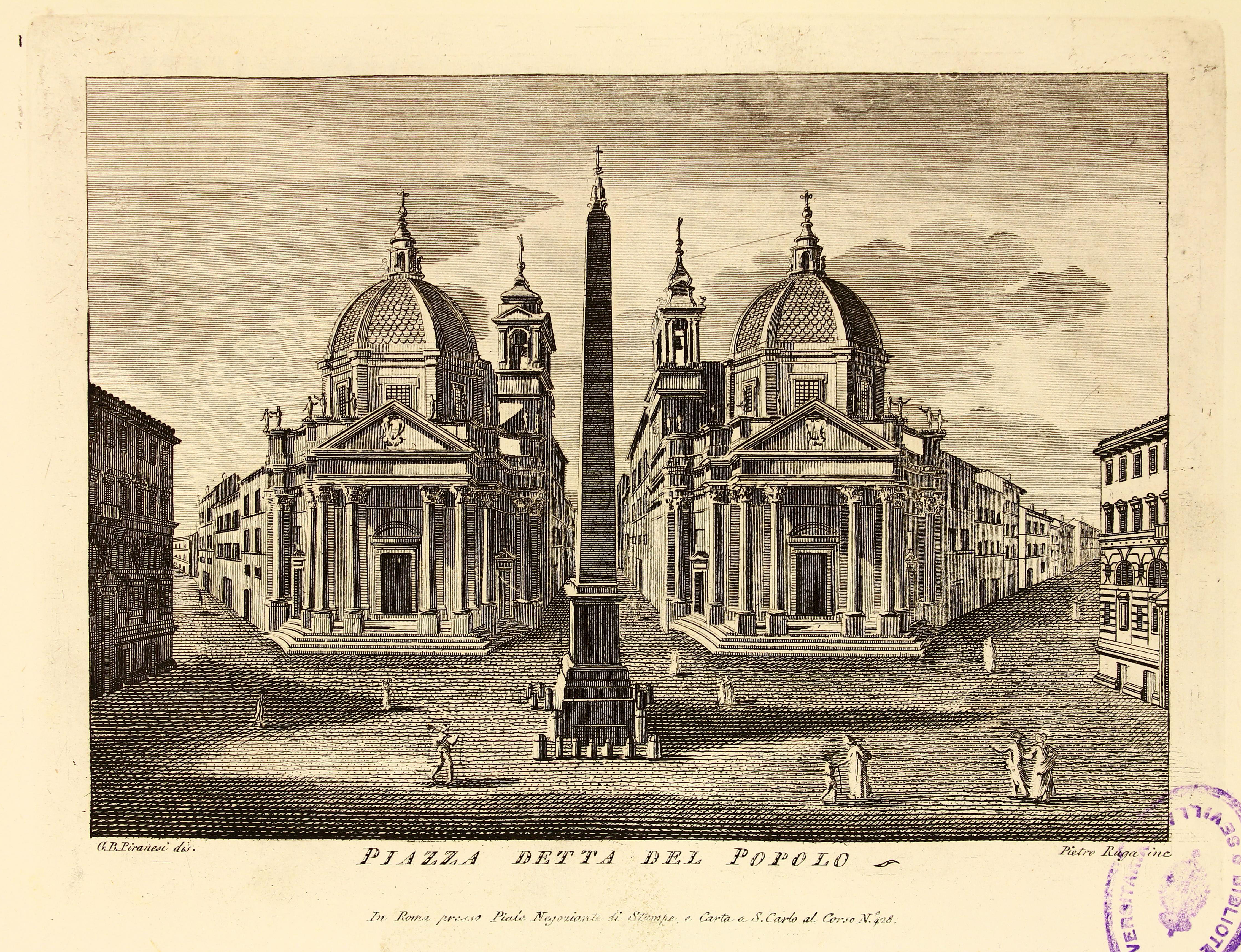
L'ouverture du trident depuis la Piazza del Popolo.

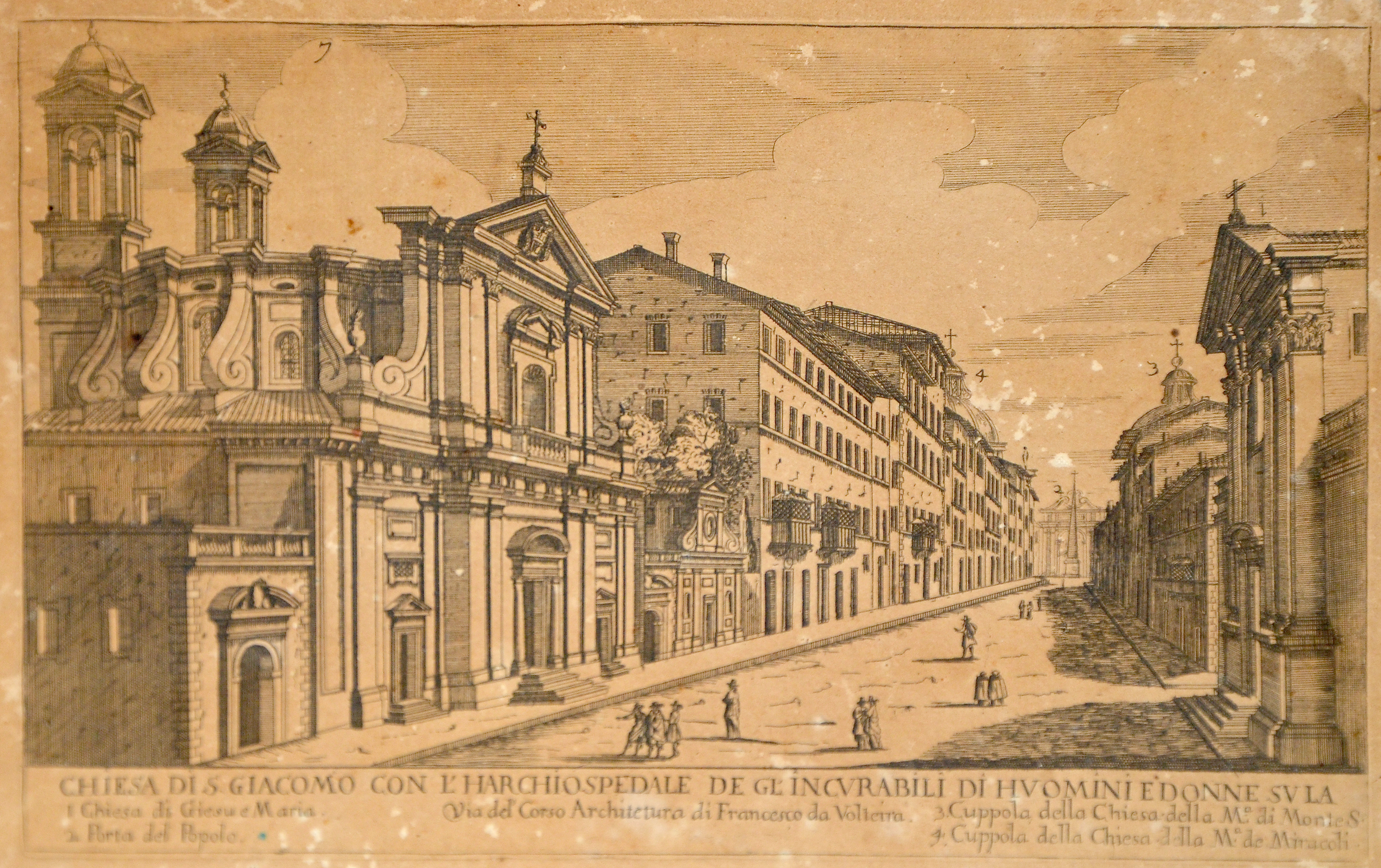
L'hôpital San Giacomo sur la Via del Corso au XVIe siècle.

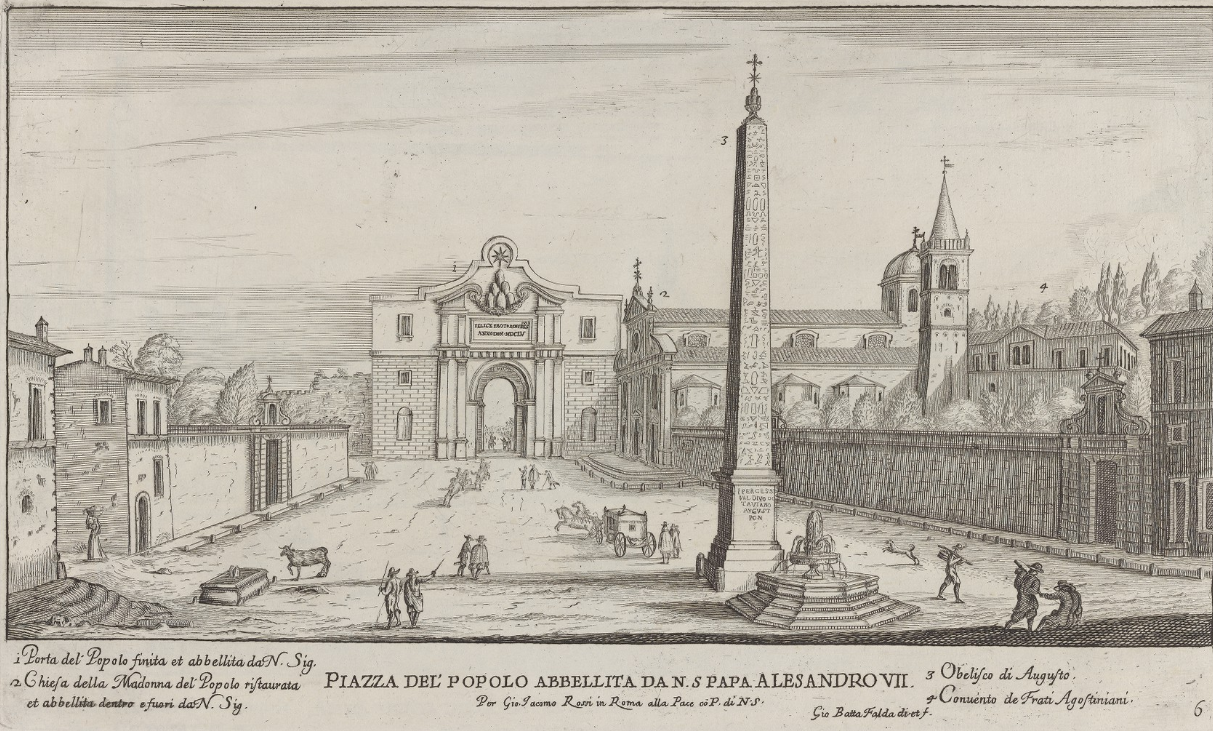
Piazza del Popolo embellie par Alexandre VII (Giovanni Battista Falda, 1665).

La zone urbaine du Trident, délimitée par les via di Ripetta et del Babuino avec au centre la via del Corso, résulte d'une importante intervention urbaine réalisée entre les XVe et XVIIe siècles sur une zone occupée par diverses institutions ecclésiastiques et sociales, en particulier la Congrégation de la Santissima Annunziata et la Congrégation de Santa Maria del Popolo.
Au début du XVIe siècle, la zone est principalement occupée par des jardins urbains et des vignobles, ainsi que par la zone portuaire de Ripetta, déjà présente au XIVe siècle. Vers 1511, le début de la subdivision par l'hôpital San Giacomo degli Incurabili et le couvent Sant'Agostino, conduit à la population rapide du quartier, surtout dans les années vingt du siècle. Ce projet urbain est officialisé avec la bulle Salvatoris Nostra de 1515 par Léon X  : les nouvelles maisons sont construites sur des terrains donnés en bail avec une clause ad edificandum, le produit des loyers finançant les institutions sociales propriétaires du terrain. L'acteur majeur du quartier est l'hôpital San Giacomo in Augusta : celui-ci devient indépendant à partir de 1451 à la suite d'une bulle de Nicolas V, tandis qu'en 1515, il est élevé au statut d'Arcispedale (« Hôpital majeur ») par Léon X et reconstruit par le cardinal Anton Maria Salviati en 1593 avec une soumission perpétuelle d'usage hospitalier.
La via di Ripetta est déjà rectifiée sous Léon X, prenant le nom de via Leonina, tandis que la via del Babuino est achevée plus tard, sous Clément VII, retardée, tout comme l'urbanisation de ce côté du Trident, par le sac de Rome en 1527. Les architectes Antonio da Sangallo le Jeune et Raphaël participent au projet de cette réorganisation.
En 1589, Domenico Fontana installe l'obélisque Flaminio sur la Piazza del Popolo à la demande de Sixte V.
À l'époque baroque, en 1629, la grande fontaine Barcaccia est inaugurée sur la Piazza di Spagna, œuvre de Pietro Bernini ; vingt ans plus tard, son fils Gian Lorenzo Bernini dit Le Bernin, se chargera de la « restauration » intérieure et extérieure de l'église Santa Maria del Popolo et probablement aussi de la décoration intérieure de la Porta del Popolo adjacente, ornée des insignes du pape Alexandre VII à l'occasion de l'arrivée à Rome de Christine de Suède en 1655.
En 1704, l'extension du port de Ripetta est inaugurée, recréée sous des formes monumentales sur la base d'un projet de l'architecte Alessandro Specchi qui fait appel à la collaboration de Carlo Fontana. L'achèvement de l'escalier de la Trinité-des-Monts, œuvre de Francesco De Sanctis réalisée entre 1723 et 1726, est la conclusion idéale du projet du Trident, ainsi que la réalisation du port, conçu dans la conception baroque des « jardins urbains ».
Au tournant de l'ère napoléonienne, avec l'intention de créer un grand parc urbain, l'architecte Giuseppe Valadier transforme radicalement la Piazza del Popolo en l'agrandissant et en lui donnant sa forme elliptique actuelle (auparavant trapézoïdale), la reliant au parc du Pincio sus-jacent par d'élégants escaliers et terrasses. Lors de cette intervention, la majeure partie du couvent Sant'Agostino adjacent à la basilique Santa Maria del Popolo est détruite.

## Description
L'intervention du XVIe siècle réaménage les trois rues qui, depuis la porte principale de Rome, la Porta del Popolo, dirigent la circulation vers les basiliques majeures :
- la via di Ripetta (anciennement via Leonina) vers le pont Saint-Ange et la basilique Saint-Pierre ;
- la via del Corso (appelée à l'origine Via Lata, une ancienne continuation de la Via Flaminia), qui, via le Campo Marzio, rejoint le palais de Venise sur la piazza Venezia et continue ensuite jusqu'à la basilique Saint-Jean-de-Latran ;
- la via del Babuino (anciennement via Clementina)[7], qui remonte par la Piazza di Spagna en direction de la basilique Sainte-Marie-Majeure.

Actuellement, à l'extrémité des trois rues qui composent le trident, se trouvent respectivement :
- la piazza Cardelli et la via della Scrofa, au bout de la via di Ripetta ;
- la piazza Venezia, au bout de via del Corso ;
- la piazza di Spagna, au bout de via del Babuino.

À la suite de l'ouverture du Trident, de nombreux palais sont également construits, dont certains abritent aujourd'hui les principales institutions politiques italiennes :
- le palais du Quirinal, siège du Président de la République italienne
- le palais Montecitorio, siège de la Chambre des députés
- le palais Madame, siège du Sénat de la République
- le palais Chigi, siège de la présidence du Conseil des ministres

## Galerie d'images

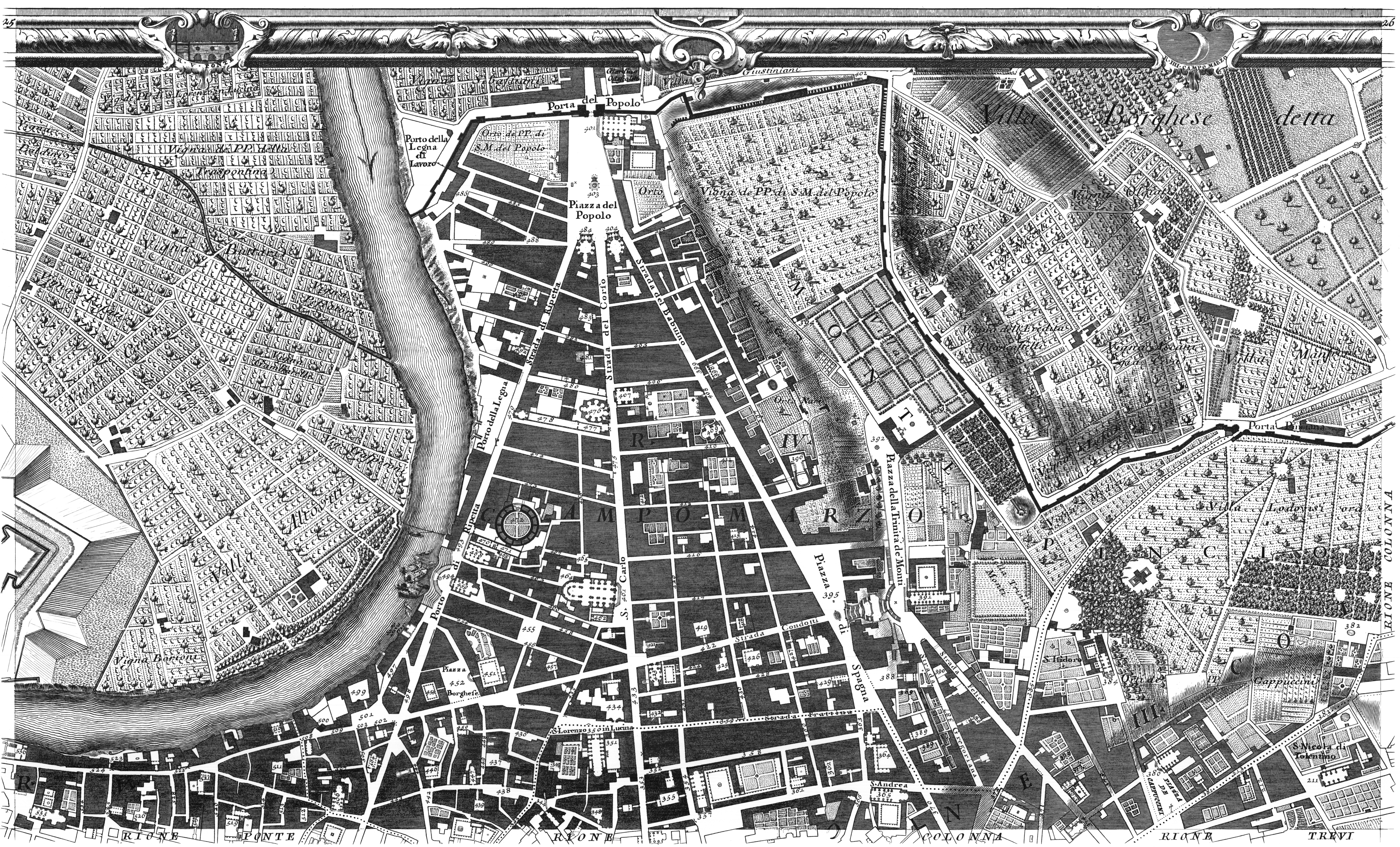
Nolli : le Trident. À droite : le Pincio (1748).
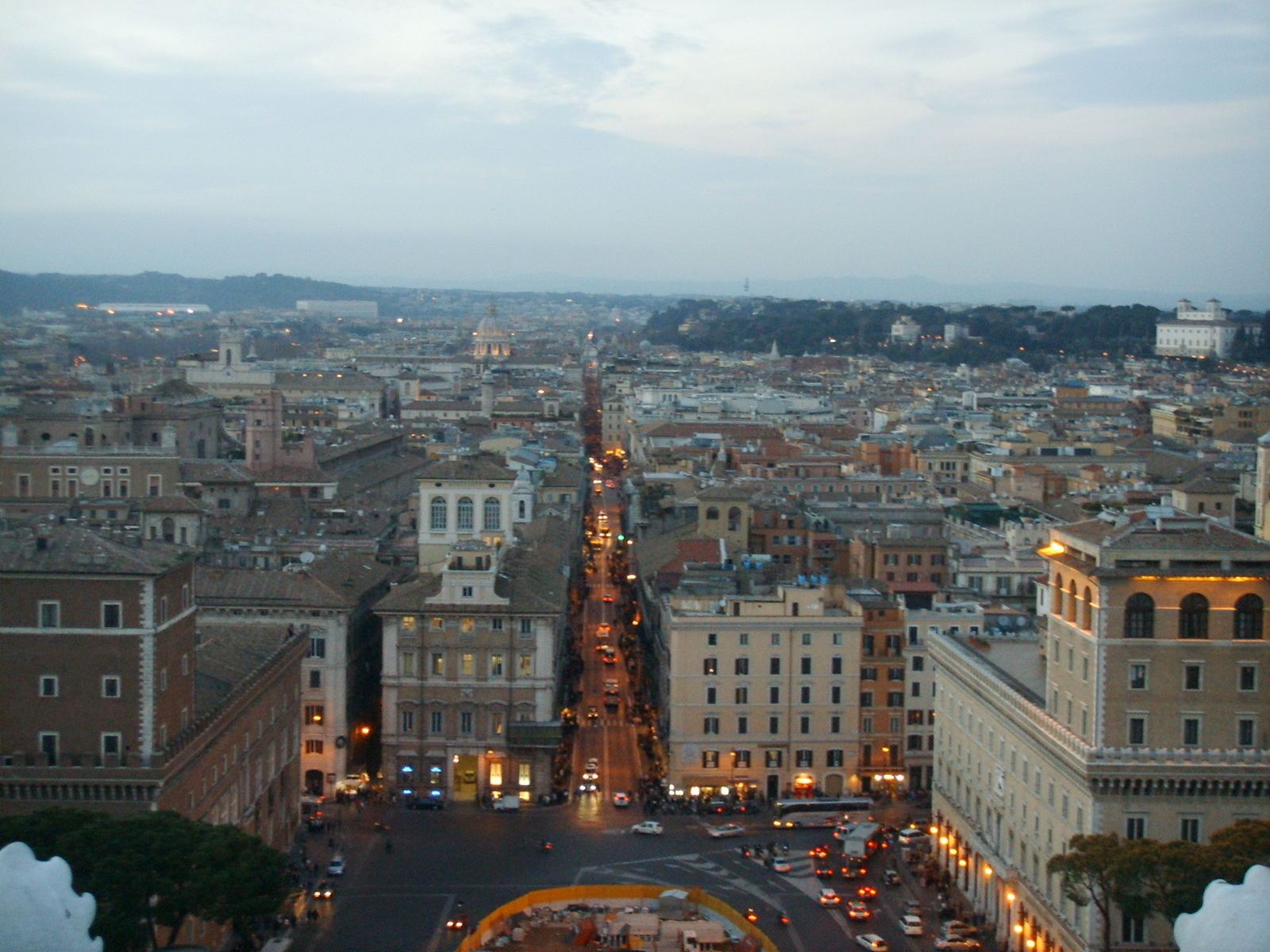
Via del Corso, rue centrale du Trident
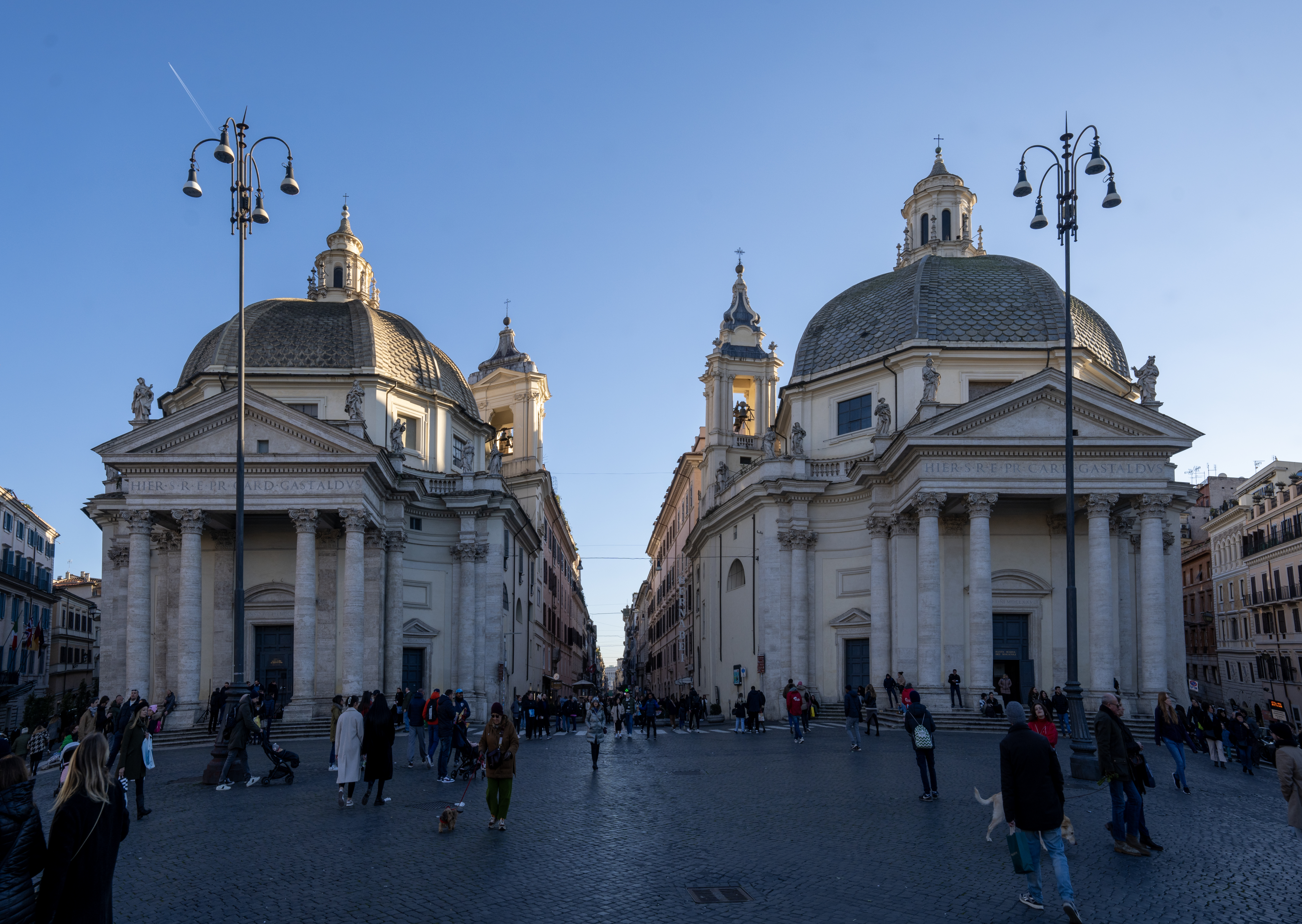
Vue depuis la Piazza del Popolo : à gauche, via del Babuino ; au centre, via del Corso ; à droite, via di Ripetta.
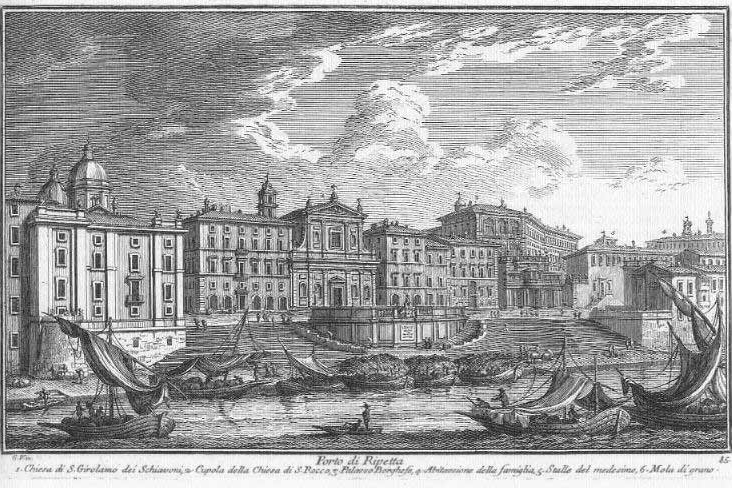
Le Port disparu de Ripetta le long de via di Ripetta (Giuseppe Vasi).